# Chelonomorpha japana
Chelonomorpha japana là một loài bướm đêm trong họ Noctuidae.